# CNDO
Il metodo CNDO (Complete Neglect of Differential Overlap) è uno dei primi metodi semiempirici a essere stato utilizzato nell'ambito della chimica quantistica. Sfrutta due principali approssimazioni:
- solo gli elettroni di valenza degli strati più esterni sono esplicitamente considerati;
- sovrapposizione zero-differenziale.

Esistono diverse versioni del metodo CNDO, tra le quali il CNDO/1 (prima versione), CNDO/2 (seconda versione) e il CNDO/S (spectroscopy). Furono John Pople e i suoi collaboratori a introdurre per primi questo metodo.

## Descrizione
Il metodo CNDO fu sviluppato a partire dal metodo di Hückel esteso, introdotto negli anni precedenti per calcolare l'energia degli elettroni e gli orbitali molecolari, ignorando esplicitamente i contributi legati alle repulsioni tra gli elettroni. Il CNDO include invece alcuni termini legati a tali repulsioni, ma ne ignora molti altri, ne approssima alcuni e ne ricava altri da dati spettroscopici sperimentali.
Le equazioni derivate dal metodo di Hartree-Fock e le equazioni di Roothaan sono i fondamenti matematici utilizzati per i calcoli CNDO. La risoluzione avviene tramite iterazione fino all'ottenimento della convergenza. Degno di nota è il fatto che il CNDO non implica la conoscenza dei legami chimici ma piuttosto sfrutta la conoscenza delle funzioni d'onda quantistiche.
Il metodo CNDO può essere utilizzato sia per le molecole closed shell, con orbitali molecolari contenenti elettroni tutti appaiati, che per quelle open shell, radicali con elettroni spaiati.
Utilizzando il CNDO è possibile ottenere buoni risultati al riguardo delle cariche parziali e dei momenti di dipolo. È possibile effettuare anche calcoli delle energie totali e di legame. L'approccio closed shell permette di ottenere gli autovalori per il calcolo degli orbitali HOMO e LUMO.